# 國際青少年人權協會
國際青少年人權協會（英語：Youth for Human Rights International，缩写：YHRI，中文簡稱青權會）/ 人權團結聯盟（United for Human Rights）是國際山達基教會贊助的非營利組織，於2001年由山達基教會與山達基人瑪麗·沙特爾沃思（Mary Shuttleworth）協同創立的，總部設在美國加利福尼亞州洛杉磯。其使命是「教世界各地的年青人有關人權，從而幫助他們成為寶貴的倡導者，促進寬容與和平」。該機構對外活動時依情況使用兩個名字其中之一，在美國國稅局僅有一個稅號。山達基教會官方網站稱，青權會是其整體活動的一部分。國際青少年人權協會在台灣的分會爲中華國際人權促進會。
山達基教會聲稱人權團結聯盟和青權會的唯一目的是促進世界人權宣言，但實際活動是宣傳山達基教創始人L·羅恩·賀伯特的著作，且宣傳對象是青少年和學童。青權會向兒童派發「世界人權宣言」的小冊子、該會製作的影片「團結在一起」DVD、和播放2006年6月國際山達基教會人權部門製作的30部公眾服務宣導短片，相應30條人權宣言。DVD封面主要引用賀伯特的語句，而小冊子才提供了其他人權領袖的名言，但也加上了賀伯特的。在網站上的新聞稿檔案，充滿了與山達基教會合作的消息，又充滿了對山達基創辦人「人道主義者羅恩賀伯特」的讚美，他的聲譽甚至是與甘地、納爾遜·曼德拉、馬丁路德金博士等齊名——這是絕對沒有正統歷史根據的。
國際人權團結聯盟和國際青少年人權協會的唯一贊助機構是國際山達基人協會，其目的是「找出傳統上會帶來文明崩解的社會亂源，並且根據教祖L·羅恩·賀伯特的作品，注入解決之道，處理社會主要亂源。」山達基教會提出青權會可以作爲山達基人在社會上做了許多好事的例證之一。青權會同公民人權委員會等外圍機構一樣，活動新聞稿都是經由國際山達基教會出版的。
在一份內部備忘錄中，山達基會員組織的功能描述如下：
「所有的團體和組織，形成一個全球性的網絡。每個人都有其各自的作用和責任，但是所有服務機構的目標都是提請注意L·羅恩·賀伯特的技術，並提供給公眾。」
因此，每一項活動，無論與山達基關係距離的遠近，都是融入了長期的戰略計劃，該計劃最終是由山達基教會最高管理層掌舵。

## 與聯合國關係
2008年，國際青少年人權協會主任辦的第五屆「國際人權高峰會議」在紐約聯合國總部舉行，因為該會不是聯合國承認的非政府機構，不能夠借用聯合國場所，但在某個國家干涉後，得以在原定地點舉行。
2009年，第六屆國際人權高峰會議原定在日內瓦聯合國「萬國宮」舉行，場地是由聯合國承認的非洲非政府機構「瑞士村」（Village Suisse ONG）借用的。聯合國發現會議的組織者之一是山達基教會的衛星機構青少年人權協會的分支後，否決借用場地，是罕見的事件。會議改在附近的酒店舉行。法國和比利時的山達基主辦人堅持認為，這次會議不是提倡山達基作為一個宗教，而是鼓勵人們更好地了解世界人權宣言的條文。反邪教和極權組織之「瑞士保衛家庭和個人協會」主席說：「山達基教會如何使用人權宣言做自己的廣告，贏得好一些的人厭惡，一直上至聯合國圈子。」
聯合國非政府機構，在反邪教方面有影響力的「瑞士保衛家庭和個人協會」總裁說：「一直上至聯合國圈子，很多人厭惡的，是山達基怎樣利用聯合國的「世界人權宣言」作為自己的廣告。
2010年，國際青少年人權協會利用烏干達和海地常駐聯合國代表團，贊助第七屆高峰會議，根據聯合國的漏洞，兩國的代表團是全權管理會議內容和來賓，聯合國無權過問。
2011年，第七屆高峰會在日內瓦威爾遜總統酒店內舉行，2012年，該高峯會租用在比利時布魯塞爾，屬於「國際工會」大廈內的國際會議廳。

## 在各地分會與活動

### 臺灣
中華國際人權促進會是青少年人權協會的台灣分會，執行祕書長是山達基人、台北市中正國小的李惠芬老師。理事長是山達基臺北中心的持牌人許雅琛。監事長是有名的臺南幫後人、山達基首都中心持牌人、運作中的希坦八級（最高級）吳英辰。此外，報導促進會活動的新聞稿，來源也是山達基教會，並把一切促進會的人權宣導、聯合國宣言等活動歸入山達基之標題下。
根據2008年的官方網站，中華國際人權促進會另一個目標是與公民人權委員會（Citizens Commission on Human Rights）接軌，「大量散佈國際公民人權委員會的宣傳訊息，活躍一般民眾、意見領袖、立法人員、官員等等，阻止不當的精神科治療持續危害下一代的心理健康。」公民人權委員會的網站，單一是針對精神科，一切網站的負面資料也與精神科有關，電影和宣傳刊物涉及美國911事件、希特勒、大屠殺、優生學、等等，全不是一般教科書中的歷史和報章上的紀錄。又該會不承認精神科是一門醫學，與各國衛生局有牴觸。
中華國際人權促進會的百名會員，2008年10月12日在台中市發起連署，抗議董氏基金會以慈善之名，誘導教育部在校園對學生做憂鬱症篩選。董氏基金會否認合謀，表示捐款提案的內容，嚴格規定不能與任何藥物或治療有關。
2009年12月5日，中華國際人權促進會與國際青少年人權協會聯合主辦人權嘉年華活動，在台灣台中市豐樂雕塑公園舉行，舞台背景有大字，引用山達基創立者羅恩·賀伯特說的：「人權必須要落實，而不能只是理想」。新聞稿上也有這引用。
2012年9月，山達基職業輔導員陳睿謙代表臺灣出席第九界國際青少年人權高峰會。
2013年3月，臺灣山達基教會在台北主辦第一屆亞洲青少年人權高峰會，由國際青少年人權協會與臺灣分會贊助，重金禮聘美國模特Melany Bennett在會場走秀，製造了不少話題。當選本屆青少年人權大使的山達基教徒有台北大同大學陳玫伶、彰化師範大學黃卉婧、高雄餐旅大學李中莉以及服務於高雄山達基教會的許謹麗。

### 德國
1995年，德國漢堡參議院發表報告，其中有山達基的內部備忘錄，內容形容山達基附屬機構的作用：「所有的組織和團體組成一個全球網絡。每個組織都有自己的角色和責任。但是，所有服務組織的目標，是提請注意羅恩·賀伯特的技術，並將其交付給公眾。」這正是教會成立清新擴展委員會的目的，而國際青少年人權協會是成員之一。
一名德國採訪者指控山達基通過國際青少年人權協會製作虛假廣告，間接招收成員。德國政府官員說國際青少年人權協會是山達基的掩蓋策略。

### 澳洲、紐西蘭
在2007年，國際青少年人權協會澳大利亞分會在雪梨國會館舉行論壇，三名女高中生投訴被剝削，在派發的資料中，到處引用山達基創辦人羅恩賀伯特的名言，他的照片比人權活動家馬丁路德·金、甘地、納爾遜·曼德拉、托馬斯·杰斐遜更加突出。
2009年，青少年人權協會向澳大利亞新南威爾士州小學派發「團結在一起」DVD，包含了一系列30部公共服務公告影片，相應世界人權宣言的條文，而信中沒有透露它與山達基教會的關係。教育部長警告所有州立小學這些宣傳影片的滲透，山達基教會是沒有得到批准在州立學校有任何活動的，更建議校長不得分派DVD和小冊子。一名反山達基人士說：「山達基教會是出名的以人權題目吸引人。」
DVD在紐西蘭也引起爭議，教育部長建議不滿的家長向學校提出。政府的「人權委員會」網站把「團結在一起」DVD資料刪除。。
2012年12月10日，聯合國人權日，國際青少年人權協會人員在澳大利亞布里斯班以南的伍德里奇州立中學，向學生宣導人權。當家長得知60名兒童參加的研討會是由山達基資助的青少年人權協會主辦後，被驚呆了。昆士蘭州教師聯合會主席凱文·貝茨說，不披露與山達基教會的贊助關係，令人擔心。參議員色諾芬（NickXenophon）說：「事實上，當我看到這麼多的人一直被所謂山達基教會侵犯人權，毀了生活，毀了感情和經濟，而這些搞笑者不斷談論人們的人權，這的確是一個殘酷的惡作劇。」教會代表回复，人權協會推行的是一個良好的教育計劃，他們課程中的材料只包括聯合國世界人權宣言。

### 美國
佛羅里達州大屠殺紀念館投訴，當該館與國際青少年人權協會在2007年合辦一個遊行時，協會並沒有透露與山達基的關係。根據山達基，大屠殺的主謀是希特勒背後的精神病醫生。

## 外部連結
- 國際青少年人權協會
- 中華國際人權促進會（页面存档备份，存于）